# Échelle (proportion)
Pour les articles homonymes, voir échelle.

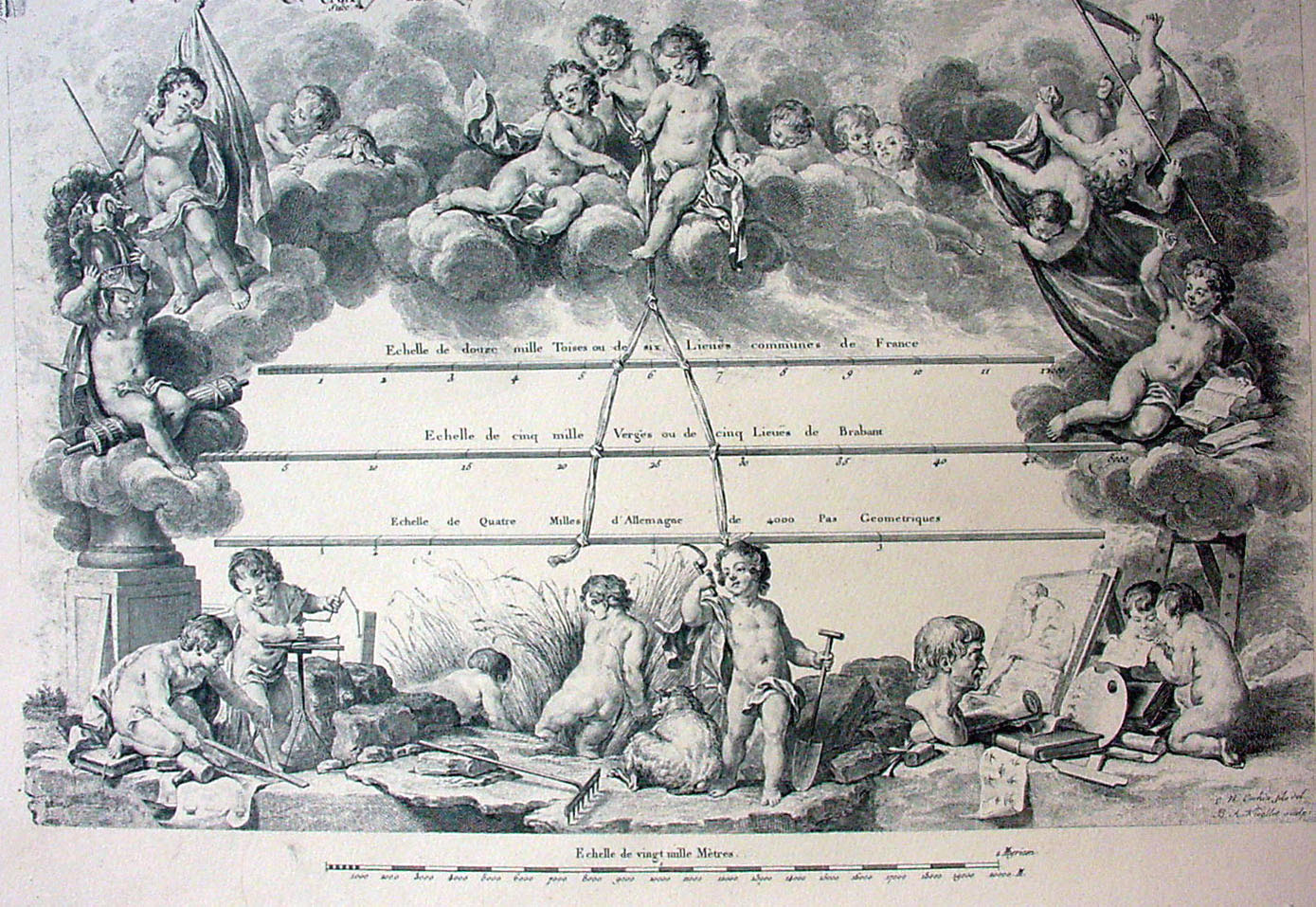
Gravure apposant quatre échelles cartographiques. Détail d'une carte non attribuée, époque Cassini.

Une échelle est le rapport entre la mesure de sa représentation (carte géographique, maquette, etc.) et la mesure d'un objet réel. Elle est exprimée par une valeur numérique, généralement sous la forme d'une fraction.
Une échelle 1/100 (ou 1:100, ou « au 100e ») implique la relation :
{\displaystyle D_{\mathrm {a} }={\frac {1}{100}}\,D_{\mathrm {r} }}
où {\displaystyle D_{\mathrm {a} }} est la distance apparente et {\displaystyle D_{\mathrm {r} }} la distance réelle.
Dans l'exemple ci-dessus, la représentation est 100 fois plus petite que l'objet réel : 1 centimètre sur le plan représente 100 centimètres dans la réalité, soit 1 mètre.

## Petite ou grande échelle?
En français les termes de petite et de grande échelle sont parfois ambigus, car ils prennent un sens contraire dans la langue courante et dans le langage scientifique :
- dans la langue courante, on dira par exemple qu'après une phase de test « à petite échelle » (sur un échantillon), un projet est lancé « à grande échelle » (sur l'ensemble du domaine disponible). Ainsi employées, les deux locutions signifient exactement l'inverse de leur signification géométrique (ci-dessous). Les termes plus précis seraient « à petit périmètre » et « à grand périmètre » ;
- en géométrie et en cartographie, l'expression « à petite échelle » signifie que l'échelle est un nombre petit (donc que la représentation du réel est de taille fortement réduite), et au contraire « à grande échelle » que ce nombre est grand, proche de un (la représentation est de taille peu réduite) : une carte à 1/1 000 000 est à plus petite échelle qu'une autre à 1/100 000. Ainsi, un planisphère est une représentation du réel à très petite échelle et une carte d'état-major (ou, a fortiori, une maquette à taille réelle) à grande échelle.

## Architecture
La notion d'échelle en architecture a été théorisée par Eugène Viollet-le-Duc, dans son Dictionnaire raisonné de l'architecture française du XIe au XVIe siècle (disponible sur Wikisource) :
« […] En architecture, on dit « l'échelle d'un monument… Cet édifice n'est pas à l'échelle. » L'échelle d'une cabane à chien est le chien, c'est-à-dire qu'il convient que cette cabane soit en proportion avec l'animal qu'elle doit contenir. Une cabane à chien dans laquelle un âne pourrait entrer et se coucher ne serait pas à l'échelle. »

### Échelles de représentation en architecture
Dans le dessin d'architecture les échelles utilisées sont celles du dessin technique. Chacune de ces échelles correspond à un niveau de détail et à un problème :
| Rapport | échelle graphique | Facteur | Problème                  |
| ------- | ----------------- | ------- | ------------------------- |
| 1/1 000 | 1 mm par m        | 0,001   | dessin de situation       |
| 1/500   | 2 mm par m        | 0,002   |                           |
| 1/200   | 5 mm par m        | 0,005   | dessin de distribution    |
| 1/100   | 1 cm par m        | 0,01    |                           |
| 1/50    | 2 cm par m        | 0,02    | dessin de construction    |
| 1/20    | 5 cm par m        | 0,05    | dessin de détail          |
| 1/10    | 10 cm par m       | 0,1     |                           |
| 1/5     | 20 cm par m       | 0,2     | dessin de modénature      |
| 1/2     | 50 cm par m       | 0,5     |                           |
| 1/1     | échelle grandeur  | 1       | Epure, tracé de charpente |

| rapport | échelle graphique | problème               |
| ------- | ----------------- | ---------------------- |
| 1/128   | 3/32" = 1'0"      |                        |
| 1/96    | 1/8" = 1'-0"      |                        |
| 1/64    | 3/16" = 1'-0"     |                        |
| 1/48    | 1/4" = 1'-0"      | dessin de construction |
| 1/32    | 3/8" = 1'-0"      |                        |
| 1/24    | 1/2" = 1'-0"      | dessin de détail       |
| 1/16    | 3/4" = 1'-0"      |                        |
| 1/12    | 1" = 1'-0"        |                        |
| 1/8     | 1-1/2" = 1'-0"    |                        |
| 1/4     | 3" = 1'-0"        | dessin de modénature   |

## Dessin technique
En dessin technique, l'échelle d'un dessin indique la valeur du rapport entre les dimensions dessinées et les dimensions réelles.
Pour le dessin de pièces ou de mécanismes, il est préférable de se limiter aux échelles recommandées.
- Réduction : 1:2, 1:5, 1:10, 1:20, 1:50, 1:100, 1:200, etc.
- Vraie grandeur : 1:1
- Agrandissement : 2:1, 5:1, 10:1, 20:1, 50:1, 100:1, 200:1, etc.

Il est recommandé d'utiliser de préférence l'échelle 1:1, ou quand cela n'est pas le cas et quand cela est possible, de dessiner une silhouette de la pièce à la « vraie grandeur ».
Les échelles 1:2 et 2:1 peuvent donner lieu à des impressions trompeuses à la conception.
Le Kutsch est un instrument de géométrie qui permet de lire facilement plusieurs échelles selon le document observé.

## Géographie
L'échelle est le rapport de taille entre deux réalités géographiques par une approche multiscalaire (à différentes échelles). Mais elle est surtout utilisée en cartographie où elle renvoie au rapport de réduction entre l'objet référent du terrain et la carte (objet référé). Ce rapport mesure une transformation réalisée par l'intermédiaire de la sémiologie graphique propre à la cartographie.

## Maquettisme et modélisme
Le maquettisme et le modélisme utilisent différentes échelles, plus ou moins normalisées selon le domaine reproduit. Ainsi le ferromodélisme utilise plus de 10 échelles, identifiées généralement chacune par un ou deux chiffres ou lettres, et on répertorie dans l'automodélisme plus de 18 échelles types. Ces échelles peuvent correspondre entre elles, pour permettre d'assortir les modèles dans un même ensemble de reproduction (diorama, circuit, etc).